# Jerécuaro
Jerécuaro é um município do estado de Guanajuato, no México.